# VI Concili de Toledo
El sisè Concili de Toledo fou una reunió general dels bisbes de les províncies del Regne de Toledo celebrada el 638.
Es va inaugurar el 9 de gener del 638 i en ell van estar presents cinquanta-tres bisbes (més del doble que en l'anterior) i entre ells havia tres procedents de la Narbonense (els d'Elna i Lodeva i el metropolità de Narbona, Esclua). El Concili va ser considerat una reunió dels Bisbes d'Hispània i La Gàl·lia a diferència de l'anterior que es va qualificar com una reunió de bisbes de "les diverses províncies d'Hispània".
L'assemblea va dictar algunes normes eclesiàstiques però sobretot va reafirmar les decisions del V Concili sobre seguretat del rei, de la seva família i dels seus fidels, i càstigs per als usurpadors i rebels, ratificació potser necessària per la falta d'assistència de gran part del clero al Concili anterior. Els fills del rei conservarien els seus béns a la mort del pare i ningú podria injuriar-los. Els fidels conservarien els seus càrrecs i propietats estalvi si haguessin estat deslleials. Es prohibia especialment als clergues i laics formar un partit per coronar a un nou rei, i aquells que participessin en un complot i ho denunciessin davant el rei serien perdonats. Es condemnaven les usurpacions del tron quan morís el rei (el nou rei hauria de ser elegit regularment) i no tenia dret a regnar qui hagués estat decalvado o tonsurat, qui fora d'origen servil o qui pertanyés a una raça estrangera (no goda, car sol als gots corresponia el dret de successió al tron). El Concili va tocar el tema dels acusats (culpables) de certs delictes (que pel que sembla eren un nombre important) que s'havien refugiat en terra estrangera (de fet s'indica en terra enemiga) i col·laborant amb ells havien causat danys al regne, els quals, en cas de ser capturats, serien excomunicats. Aquesta referència és convenient analitzar-la.
El Concili va suposar també l'adopció de mesures contra els jueus, que pel que sembla es van promulgar per acontentar al Papa que així ho exigia en una carta. No és probable que després de l'atenció dedicada als jueus al Quart Concili de Toledo i de no esmentar el tema en el V Concili, hagués calgut tornar sobre el tema. Però mentre es desenvolupaven les sessions va arribar a Toledo un diaca anomenat Turninus, amb una carta del Papa Honori I, escrita en l'any 637 i que s'ha perdut. En ella sembla que el pontífex urgia als Bisbes hispans a mostrar-se més enèrgics en la fe i demostrar més duresa envers els infidels (jueus). Conseqüència de la carta del Papa va haver de ser el cànon del Concili sobre els jueus segons el qual Khíntila, d'acord amb els bisbes, expressava el seu desig d'acabar amb la "superstició" jueva i d'impedir a tots els no catòlics viure en el Regne; tots els reis haurien de jurar en el futur (abans de ser proclamats) que no permetrien als jueus violentar la fe catòlica i que no cedirien davant el suborn o la indiferència; el que no ho complís seria anatematitzat i pastura del foc etern. Totes les decisions del IV Concili sobre els jueus eren confirmades. Sembla que Khíntila, que ja havia de tenir sentiments antijueus, es va sentir molt impressionat per la carta del Papa i va portar la seva política en aquest aspecte més lluny del que els Bisbes havien pensat (encara que no tan lluny com va haver d'exigir el Papa).
Dels dinou cànons del concili, quatre van estar dedicats a qüestions polítiques, mentre els altres quinze es van dedicar als jueus, monjos, penitents, lliberts, ordenis sagrades, beneficis i béns de l'Església. El Concili va restablir a Marcià com a bisbe d'Écija, seu de la qual va ser deposat el seu rival Habenci, que lo havia deposat abans mitjançant intrigues (una primera apel·lació ja havia estat tractada en el IV Concili).
En materia religiosa es van reformar les disciplines eclesiàstiques reconeixent-se a les esglésies i convents el domini absolut i perpetu dels béns obtinguts per donació real o dels fidels; la necessitat de celebrar almenys un Sínode a l'any en cada província va ser confirmada novament. L'obtenció d'un bisbat per simonia es castigaria amb la perduda de béns del culpable i la seva excomunió. Quan es nomenava un nou Bisbe tots els esclaus manumesos de la seva diòcesi i els seus descendents havien de presentar-se a ell amb les seves cartes de manumissió i havien de prestar el reconeixement de la seva condició de lliberts patrocinats. Si no ho fessin el termini d'un any des de la consagració del bisbe caurien de nou en l'esclavitud (encara que s'entenia que tornaven a l'esclavitud de l'església, els bisbes prenien a tots els qui s'entraven en el cas, com esclaus privats; la majoria dels lliberts mai van conèixer la disposició que els afectava fins que es van trobar de nou convertits en esclaus).